# 1117 Reginita
Reginita (asteroide 1117) é um asteroide da cintura principal, a 1,8041597 UA. Possui uma excentricidade de 0,1973962 e um período orbital de 1 231 dias (3,37 anos).
Reginita tem uma velocidade orbital média de 19,86579092 km/s e uma inclinação de 4,3386º.
Este asteroide foi descoberto em 24 de Maio de 1927 por José Comas y Solá.